# نبض منتبذ
النبض المنتبذ(بالإنجليزية: Ectopic beat)‏ أو الانتباذ القلبي(بالإنجليزية: cardiac ectopy)‏ هو اضطراب في إيقاع القلب كثيرا ما يتعلق بنظام التوصيل الكهربائي للقلب، حيث تنبثق النبضة من مجموعة من الألياف موجودة خارج منطقة عضلة القلب المسؤولة عن تشكيل النبضات (العقدة الجيبية الأذينية). ويمكن تصنيف النبض المنتبذ إلي انقباض اذيني سابق لأوانه وانقباض بطيني سابق لأوانه.